# Vietnamesischer Fußballpokal 2020
Der Vietnamesische Fußballpokal 2020, aus Sponsorengründen auch als Bamboo Airways National Cup bekannt, war die 28. Saison eines Ko-Fußballwettbewerbs in Vietnam. Der Pokal wurde von der Vietnam Football Federation organisiert. Er begann mit der  ersten Runde am 23. Mai 2020 und endete mit dem Finale am 20. September 2020.

## Termine
| Runde         | Datum                  |
| ------------- | ---------------------- |
| 1. Runde      | 23./24. Mai 2020       |
| Achtelfinale  | 30./31. Mai 2020       |
| Viertelfinale | 11./12. September 2020 |
| Halbfinale    | 16. September 2020     |
| Finale        | 20. September 2020     |

## Resultate und Begegnungen

### 1. Runde
|                         | Ergebnis        |                     |
| ----------------------- | --------------- | ------------------- |
| 23. Mai 2020            |                 |                     |
| Dược Nam Hà Nam Định FC | 2:0             | Hoàng Anh Gia Lai   |
| 24. Mai 2020            |                 |                     |
| An Giang FC             | 2:2 (6:5 i. E.) | Long An FC          |
| Huế FC                  | 0:1             | SHB Đà Nẵng         |
| Bà Rịa Vũng Tàu         | 2:1             | Sài Gòn FC          |
| Sông Lam Nghệ An        | 1:0             | Bình Định FC        |
| 25. Mai 2020            |                 |                     |
| FC Đồng Tháp            | 3:1             | Hải Phòng FC        |
| Phố Hiến FC             | 1:2             | FC Thanh Hóa        |
| Sanna Khánh Hòa BVN     | 0:1             | Viettel FC          |
| Bình Phước FC           | 2:0             | Đắk Lắk FC          |
| Hồng Lĩnh Hà Tĩnh FC    | 2:1             | XM Fico Tây Ninh FC |

### Achtelfinale
|                     | Ergebnis        |                         |
| ------------------- | --------------- | ----------------------- |
| 30. Mai 2020        |                 |                         |
| An Giang FC         | 0:2             | Viettel FC              |
| Sông Lam Nghệ An    | 1:1 (4:5 i. E.) | Bà Rịa Vũng Tàu         |
| Than Quảng Ninh FC  | 2:2 (4:5 i. E.) | Dược Nam Hà Nam Định FC |
| Hồ Chí Minh City FC | 0:0 (3:2 i. E.) | SHB Đà Nẵng             |
| 31. Mai 2020        |                 |                         |
| Becamex Bình Dương  | 1:0             | FC Thanh Hóa            |
| Quảng Nam FC        | 0:1             | Hồng Lĩnh Hà Tĩnh FC    |
| XSKT Cần Thơ        | 1:0             | Bình Phước FC           |
| Hà Nội FC           | 3:0             | FC Đồng Tháp            |

### Viertelfinale
|                      | Ergebnis |                     |
| -------------------- | -------- | ------------------- |
| 11. September 2020   |          |                     |
| Bà Rịa Vũng Tàu      | 2:3      | Hồ Chí Minh City FC |
| Hà Nội FC            | 7:0      | XSKT Cần Thơ        |
| 12. September 2020   |          |                     |
| Hồng Lĩnh Hà Tĩnh FC | 2:3      | Than Quảng Ninh FC  |
| Viettel FC           | 4:1      | Becamex Bình Dương  |

### Halbfinale
|                    | Ergebnis |                     |
| ------------------ | -------- | ------------------- |
| 16. September 2020 |          |                     |
| Than Quảng Ninh FC | 1:2      | Viettel FC          |
| Hà Nội FC          | 5:1      | Hồ Chí Minh City FC |

### Finale
|                    | Ergebnis |           |
| ------------------ | -------- | --------- |
| 20. September 2020 |          |           |
| Viettel FC         | 1:2      | Hà Nội FC |

| Vietnamesischer Pokalsieger 2020 |
| Hà Nội FC                        |